# A Thought Crushed My Mind
A Thought Crushed My Mind é o segundo álbum de estúdio da banda Blindside, lançado a 18 de Janeiro de 2000.
O disco foi reeditado em 2005 com cinco faixas bónus.
| Críticas profissionais                                                      | Críticas profissionais |
| Avaliações da crítica                                                       | Avaliações da crítica  |
| Fonte                                                                       | Avaliação              |
| --------------------------------------------------------------------------- | ---------------------- |
| Allmusic                                                                    | [ 1 ]                  |
| Jesus Freak Hideout                                                         | [ 2 ]                  |
| HM Magazine                                                                 | (sem nota)             |
| Esta tabela precisa de ser acompanhada por texto em prosa. Consulte o guia. |                        |

## Faixas
1. "Vow of Silence" – 3:47
2. "As You Walk" – 4:07
3. "King of the Closet" – 4:03
4. "My Mother's Only Son" – 5:43
5. "Act" – 3:46
6. "Silver Speak" – 3:27
7. "Where Eye Meets Eye" – 3:46
8. "Nära" – 4:44
9. "In the Air of Truth" – 3:00
10. "Across Waters" - 4:28
11. "Nothing But Skin" – 9:18

### Reedição de 2005
1. "Knocking on Another Door" – 1:47
2. "Sunrise" – 3:20
3. "From Stone to Backbone" – 4:21
4. "All You Need Is…" – 2:08
5. "[phatbat 1303]" – 4:07

## Créditos
- Per-Eric Anderson - Violino
- Daniel Berglund - Percussão
- Marcus Dohlstrom - Bateria
- Simon Grenehed - Guitarra, vocal de apoio
- Orjan Haage - Viola
- Jakob Humck - Baixo
- Christian Lindskog - Vocal
- Eva-Britt Midander - Violino
- Ingrid Molin - Violoncelo
- Tomas Naslund - Baixo
- Uir Sundquist - Bateria